# 无芒雀麦
无芒雀麦（学名：Bromus inermis），也称禾萱草、无芒草，是一种可作为牧草和人工草场的禾本目植物。

## 形态
一年生草本；叶片偏硬线形，长约15到20厘米，两面具有细柔的毛；直立茎干分4至6节；夏季开花，圆锥花序开展，分枝细弱下垂，小穗扁平，含有7-14小花，外稃有芒；黑褐色扁平种子平均每粒重4毫克。须状地下根系发达。

## 生态习性
无芒雀麦属于多年生植物，高度可达1米至1.5米。不适应潮湿、高温天气，在低温干旱的环境中有较强适应能力，在年降水量400毫米的地方仍然能够生长，过冬时能耐受零下30℃的气温，若有积雪覆盖则可承受接近零下50℃的温度。最适宜在壤土和粘壤土中种植，对于轻质壤土也有较强适应能力。在PH为8的盐碱地中生长时受到的影响并不明显，水淹45天后依旧可以恢复正常生长。在人工栽培环境下每亩可产400至600公斤茎、叶，每年可有200多天保持绿色，生命力也很强，能够同其他植物竞争而获得优势。
人工种植时第一年便可达1至2米，寿命可达6到8年。

## 分布
野生的无芒雀麦在亚洲、欧洲和北美洲的温带地区的分布较广，经人工培育后的品种还可种植在寒带地区。

## 栽培
温带地区春、夏、秋季均可栽培，半干旱地区在夏季降雨集中时栽培效果更好。作为饲料作物时常和豆科植物混合栽培，本种可利用豆科植物根瘤固氮能力增强养分供给。播种后10天便可出芽，大多数植株第二年开花，花期可持续半个月。

## 利用
无芒雀麦用途颇广，可以作为水土保持的固土植物，在要求不高的时候也可作为人工草场。不过最主要额用途还是用作放牧时的饲料植物，或者是将其茎叶收割喂养牲畜，也可在干燥处理后作为干草储备。